# Mathias Malzieu
Pour les articles homonymes, voir Malzieu.
Mathias Malzieu est un musicien, chanteur, écrivain, scénariste et réalisateur français, né le 16 avril 1974 à Montpellier. Il est le chanteur du groupe de rock français Dionysos.

## Biographie
Natif de Montpellier,il grandit et passe son adolescence à Valence, où il rencontre le chanteur Cyrz à l'âge de trois ans. Il voulait faire du tennis et prendre la place de son idole John McEnroe mais un accident de tennis le fait changer d'avis. Pendant sa convalescence, il se met à écrire des chansons en jouant de sa guitare. Il joue ensuite en faisant la manche dans des restaurants de stations balnéaires telles La Grande-Motte ou Palavas-les-Flots.
C'est alors qu'il est rejoint par trois de ses copains du lycée (Éric Serra-Tosio, Michaël Ponton et Guillaume Garidel), avec lesquels il forme le groupe Dionysos en 1993. La chanteuse et violoniste Babet les rejoint en 1997.
En plus des nombreux disques et concerts de son groupe, il écrit un recueil de nouvelles (38 mini westerns avec des fantômes) et deux romans. Maintenant qu'il fait tout le temps nuit sur toi est écrit après le décès de sa mère et en l'honneur de sa sœur Lisa, et inspire l'album Monsters in love. Il est suivi le 24 octobre 2007 par La Mécanique du cœur, dont on retrouve des éléments de l'histoire dans l'album musical du même nom. Un film d'animation homonyme, Jack et la Mécanique du cœur, produit par Luc Besson et coréalisé par Mathias Malzieu et Stéphane Berla, est sorti le 5 février 2014. À l'instar de l'album, Mathias Malzieu y prête sa voix à Jack, le personnage principal.
En 2007, il collabore avec le chanteur Jean Guidoni en lui écrivant une chanson intitulée Oh loup ! La même année, il participe également à la réalisation de l'album Tout n'est plus si noir... du groupe de rock français Weepers Circus, en jouant du ukulélé sur un titre.
Il écrit également des textes pour d'autres interprètes, notamment Olivia Ruiz, sa compagne de 2005 à 2011. Comme il l'a fait pour celle-ci, il coréalise un album de Cali sorti en février 2008.
En 2010, il fait une apparition dans le film Gainsbourg, vie héroïque de Joann Sfar dans lequel il interprète un musicien de Serge Gainsbourg sur scène sur la chanson Nazi Rock avec ses compères de Dionysos.
Le 1er avril 2011 est publié son roman Métamorphose en bord de ciel qui va permettre d'inspirer quelques chansons de l'album Bird 'n' Roll de Dionysos sorti le 26 mars 2012.
Un nouveau roman, Le Plus Petit Baiser jamais recensé, est paru le 20 mars 2013.
En 2013, Mathias est atteint d'une aplasie médullaire et est contraint de subir une greffe de moelle osseuse. Lors de son hospitalisation, il rédige un journal intime intitulé Journal d'un vampire en pyjama, qui est édité le 27 janvier 2016, ainsi qu'un nouvel album homonyme.
En 2018, Mathias est invité à chanter sur le disque Auguste de la chanteuse française Leïla Huissoud.
Le 4 février 2019, les éditions Albin Michel publient son roman Une sirène à Paris, dont l'adaptation cinématographique sort en 2020.
Le 7 octobre 2020 paraît, aux éditions L'Iconoclaste son livre, écrit et illustré avec (et pour) sa compagne Daria Nelson, Le Dérèglement joyeux de la métrique amoureuse.
Il fait aussi partie du collectif d'artistes la Ligue de l'Imaginaire.
En octobre 2022 parait La Symphonie du temps qui passe, album réalisé aux côtés de sa compagne, Daria Nelson. L'album, arrangé par Olivier Daviaud, est illustré d'un film réalisé par Le Turk.

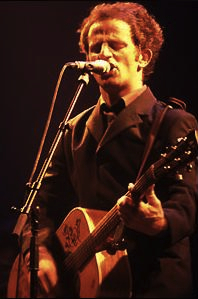
Mathias Malzieu en 2003
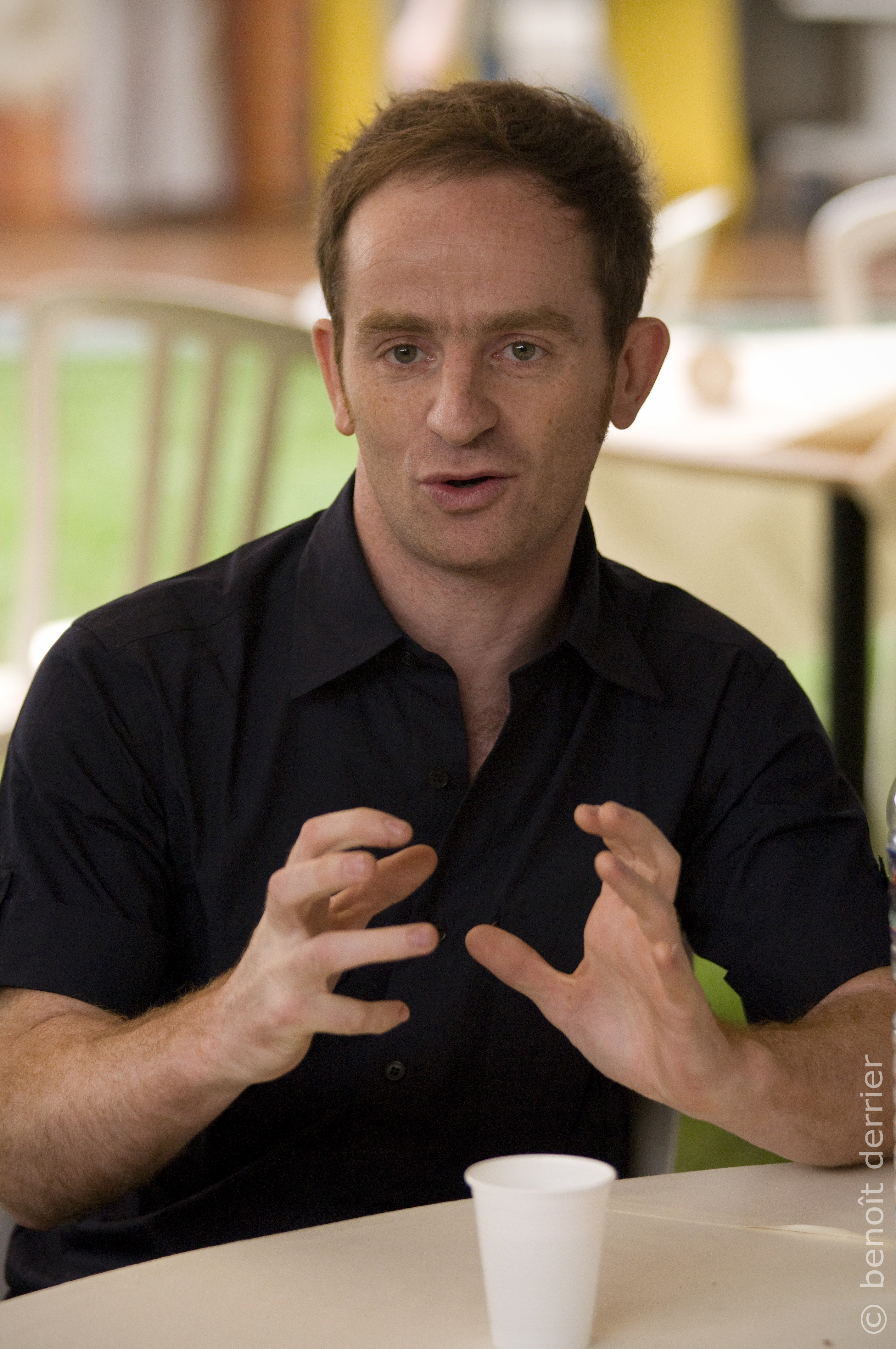
Conférence avec Mathias Malzieu, lors du festival Aux Zarbs 2008
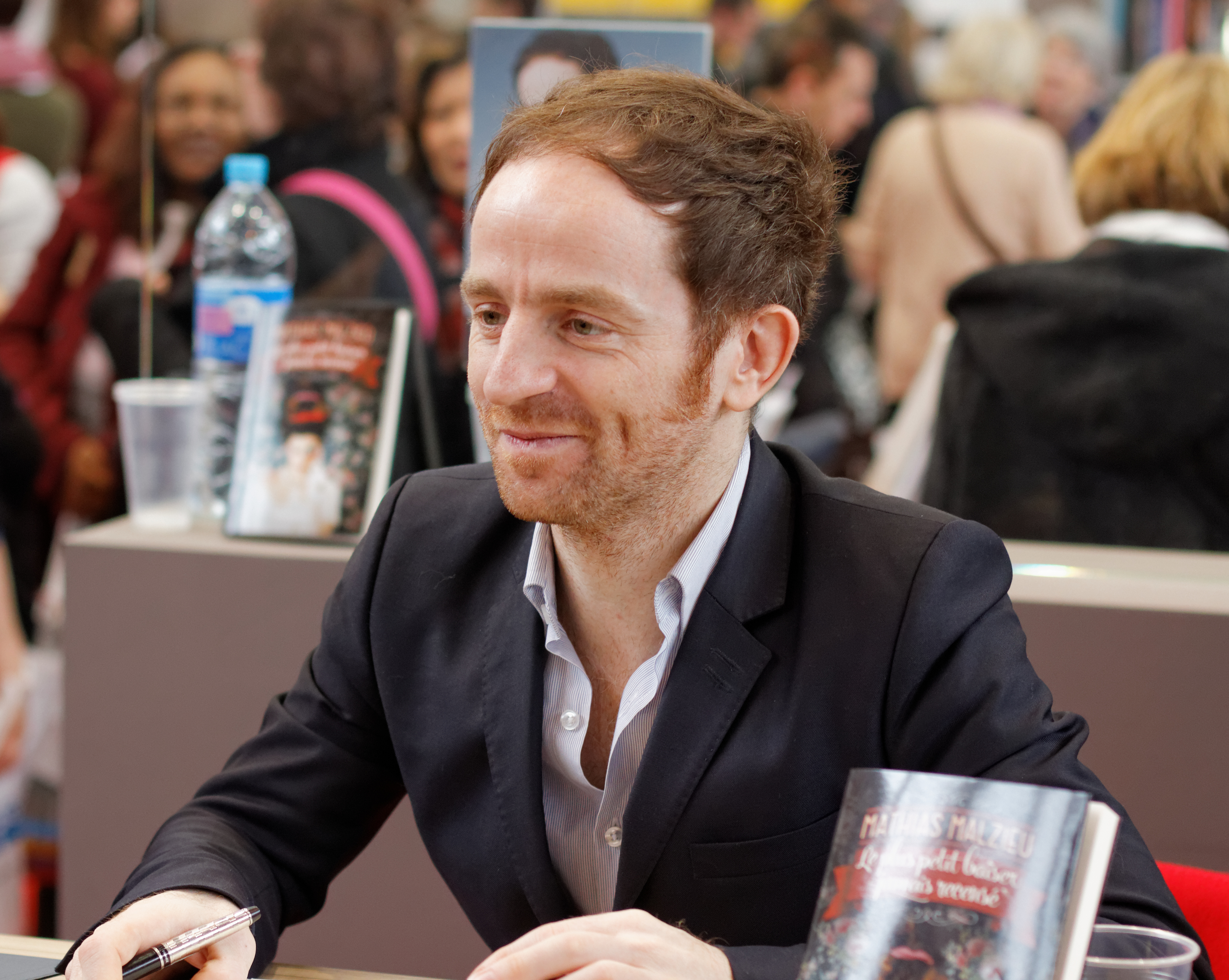
Au Salon du livre de Paris en 2013
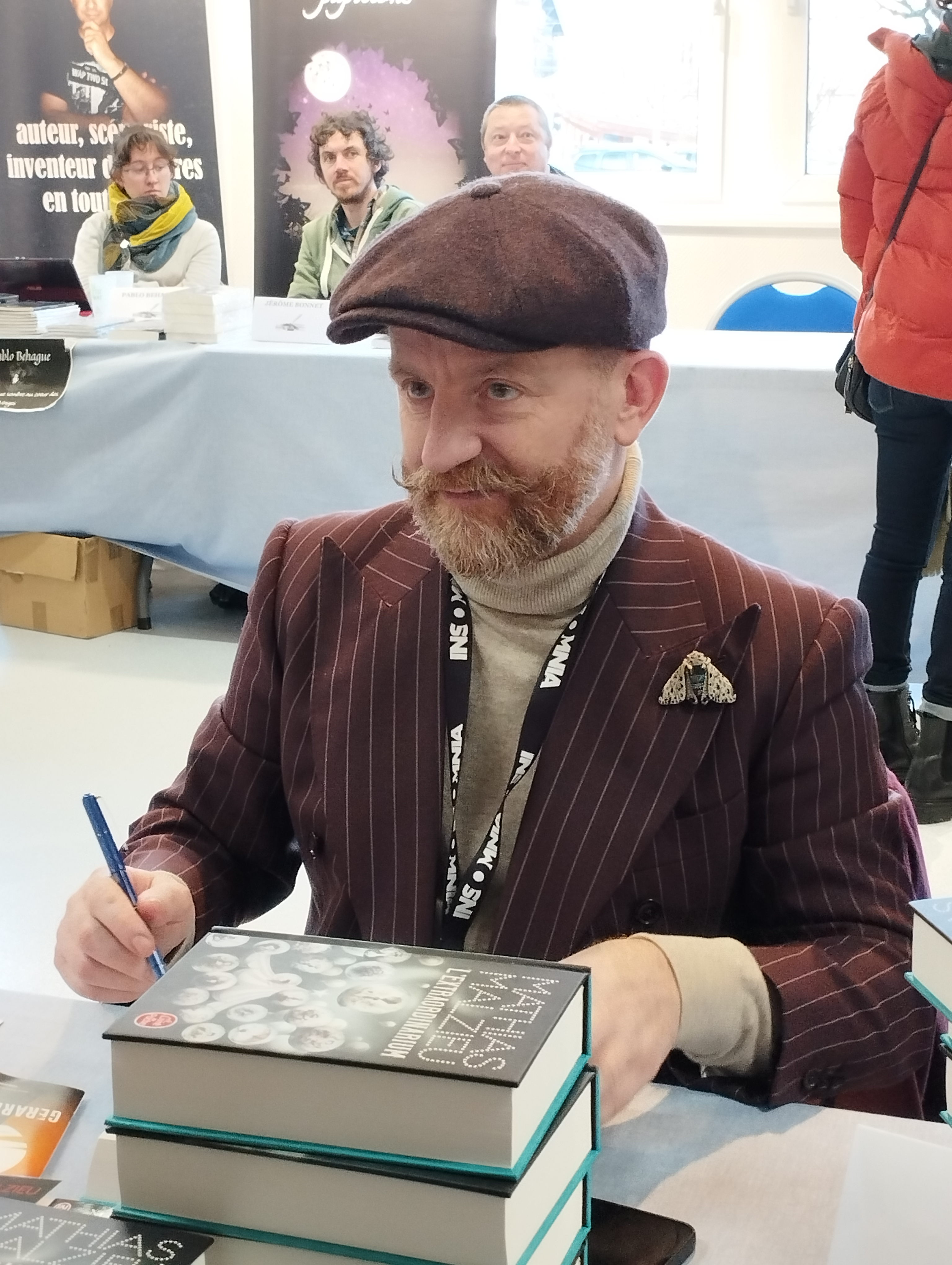
En dédicace à l'espace Tilleul du festival de Gérardmer, en 2024.

Lors d'un concert à Nîmes en février 2024, Mathias Malzieu se casse la jambe sur scène après une mauvaise chute.

## Vie privée
De 2005 à 2011, il partage la vie de la chanteuse Olivia Ruiz.
Depuis 2019, il est en couple avec une artiste plasticienne, Daria Nelson, avec laquelle il s’est marié en février 2025.

## Distinctions

### Décorations

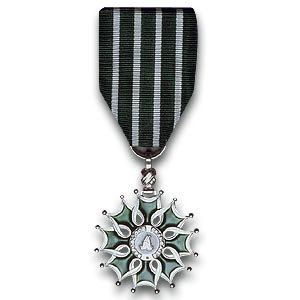
Médaille de chevalier de l'ordre des Arts et des Lettres

Mathias Malzieu est fait chevalier de l'ordre des Arts et des Lettres le 21 février 2017 par la ministre de la Culture Audrey Azoulay.

## Œuvres littéraires
- 38 mini westerns (avec des fantômes), Pimientos, 2003  (ISBN 978-2912789211)Recueil de nouvelles avec des fantômes
- Maintenant qu'il fait tout le temps nuit sur toi, Flammarion, 2005  (ISBN 978-2-0806-8818-7)
- La Mécanique du cœur, Flammarion, 2007  (ISBN 978-2-0812-0816-2)
  - Film: Jack et la mécanique du cœur. France 3 Cinéma, EuropaCorp Distribution, Duran, 2013 (CD 2014); Livre du film  (ISBN 9782081314313)
  - (de) Die Mechanik des Herzens. Roman. Trad. Sonja Finck. btb, Berlin 2014  (ISBN 3442747805)
- Métamorphose en bord de ciel[6], Flammarion, 2011  (ISBN 978-2-0812-4906-6)
  - (de) Metamorphose am Rande des Himmels. Roman. Trad. Sonja Finck. Carl's books, Munich 2013  (ISBN 3570585204)
- L'Homme Volcan, Flammarion & Actialuna, 2011Livre application sur iPhone et iPad (musique originale de Dionysos, peintures animées et interactives de Frédéric P errin) - Prix du Livre Numérique 2012
- Le Plus Petit Baiser jamais recensé, Flammarion, 2013  (ISBN 978-2-08-129414-1)
  - (de) Der kleinste Kuss der Welt. Roman. Trad. Sonja Finck. Carl's books, Munich 2015  (ISBN 3570585476)
- Journal d'un vampire en pyjama, Albin Michel, 2016  (ISBN 978-2226321824)
  - (de) Ich liebe das Leben viel zu sehr. Wie ich gegen den Tod rebellierte und eine zweite Chance bekam. Trad. Sonja Finck. Carl's books, Munich 2017  (ISBN 3570585697)
- Une sirène à Paris[7], Albin Michel, 2019  (ISBN 978-2226439772), Prix Babelio - Littérature Française 2019[8]
  - Film : Une sirène à Paris (2020)[9],[10]
- Dasha et le très vieux magicien, in La nouvelle du lendemain, anthologie numérique organisée pendant le confinement par la Ligue de l’Imaginaire, le festival Lisle noir et Cultura, 2020[11]
- Le Dérèglement joyeux de la métrique amoureuse, Éditions de l'Iconoclaste, 2020  (ISBN 978-2-378-80165-6)
- Le Guerrier de porcelaine, Albin Michel, 2022  (ISBN 9782226470379), sélection du prix Marcel-Pagnol 2022[12]
- La plus surprenante surprise de l'histoire des surprises in Le Pire des Noëls, éditions Le livre de poche (2024)
- L'homme qui écoutait battre le cœur des chats, Albin Michel, 2025

## Discographie

### Avec Dionysos
Sur chaque album, Mathias Malzieu écrit les paroles des chansons et compose la base des chansons avant de les travailler avec le groupe.
- 1996 : Happening Songs: chant, guitare acoustique, guitare électrique, slide guitar, pookav box, harmonica, Talky-walky, couteau, scotch, archet, television, kazoo.
- 1998 : The Sun Is Blue Like the Eggs in Winter : Chant, guitare acoustique, harmonica.
- 1999 : Haïku : chant, guitare acoustique, slide guitar, harmonica.
- 2002 : Western sous la neige : chant, guitare folk, harmonica.
- 2005 : Monsters in Love : chant, ukulélé, guitare.
- 2007 : La Mécanique du cœur : chant, ukulélé, guitare folk, glockenspiel.
- 2012 : Bird 'n' Roll : chant, ukulélé, guitare folk, harmonica.
- 2016 : Vampire en pyjama
- 2020 : Surprisier

### Albums solo
- 2015 : Le guerrier de porcelaine (Eggman Records)
- 2022 : La symphonie du temps qui passe (Mathias Malzieu & Daria Nelson) (Verycords)
- 2023 : Ultramour, la grande traversée (Load / Sony Music)
- 2025 : L'homme qui écoutait battre le cœur des chats (Tôt ou Tard)

### Autres apparitions en solo
- 2005 : composition de quelques titres de l'album La Femme Chocolat d'Olivia Ruiz.
- 2006 : reprise de Song 2 de Blur avec Louise Attaque sur le plateau de Taratata.
- 2007 : Mathias joue du ukulélé sur la chanson Petit Homme de l'album Tout n'est plus si noir... des Weepers Circus.
- 2008 : L'Espoir de Cali, production d'une partie de l'album et accompagnement au ukulélé par Mathias sur Je ne te reconnais plus.
- 2008 : duo avec Grand Corps Malade sur le plateau de Taratata : reprise de la chanson Les Dalton de Joe Dassin.
- 2009 : composition de la plupart des titres de l'album Miss Météores d'Olivia Ruiz.
- 2010 : reprise de Paint it Black des Rolling Stones sur le plateau de Taratata lors de la fête de la musique.
- 2012 : apparition sur le titre Happy End de l'album Vernet-les-bains de Cali.
- 2016 : duo avec Aldebert pour la chanson L'Apprenti Dracula dans le CD Enfantillages 3.

## Filmographie
Sauf indication contraire, les informations mentionnées dans cette section peuvent être confirmées par la base de données cinématographiques IMDb,  présente dans la section « Liens externes ».
- 2014 : Jack et la Mécanique du cœur (coréalisé avec Stéphane Berla et également voix de Jack)
- 2016 : Le distributeur d'aurores boréales (court métrage)
- 2020 : Une sirène à Paris (réalisé par lui-même + caméo chantant Paris brille-t-il ? de Dionysos)